# Hipoplazja nerwu wzrokowego
Hipoplazja nerwu wzrokowego (ang. optic nerve hypoplasy, ONH) – zaburzenie wynikające z niedorozwoju (niecałkowitej morfogenezy) nerwu wzrokowego, będące najczęstszą wrodzoną wadą nerwu wzrokowego. W zaburzeniu tym tarcza nerwu wzrokowego jest nienaturalnie mała, ponieważ nie wszystkie aksony nerwu wzrokowego są prawidłowo rozwinięte. Hipolazja nerwu wzrokowego jest często powiązana z różnymi endokrynopatiami (niedoborami hormonów), opóźnieniami w rozwoju i zwyrodnieniami w budowie mózgu. Nerw wzrokowy u zdrowej osoby ma około 1,2 miliona neuronów przewodzących sygnał z siatkówki do mózgu, liczba ta jest znacząco obniżona u osób cierpiących na ONH.

## Epidemiologia
Hipoplazja nerwu wzrokowego często współwystępuje z zespołem de Morsiera, aczkolwiek znane są przypadki występowania ONH bez żadnych dodatkowych zaburzeń. Zespół de Morsiera powoduje wiele zaburzeń związanych z położonymi środkowo strukturami w mózgu, co wynika z nieodpowiednich połączeń między mózgiem a resztą centralnego układu nerwowego. W związku z tym osoby z ONH mogą cierpieć dodatkowo na agenezję ciała modzelowatego, brak przegrody przezroczystej, nieprawidłowy rozwój przedniego i tylnego płata przysadki mózgowej i zaburzenia podwzgórza. Dlatego też wszystkie dzieci, u których zdiagnozowano hipoplazję mają podwyższone ryzyko wystąpienia zaburzeń hormonalnych i rozwojowych, niezależnie od tego jak ostra jest ich hipoplazja lub czy zaobserwowano u nich zmiany widoczne w rezonansie magnetycznym.
Przypadki ONH są coraz częściej notowane, choć trudno jednoznacznie ocenić prawdziwą częstość ich występowania. Pomiędzy 1980 a 1999 rokiem występowanie ONH wśród pacjentów w Szwecji wzrosło czterokrotnie do 7,2 przypadku na 100 000 osób, podczas gdy liczebność innych przyczyn ślepoty u dzieci wyraźnie spadała. W 1997 hipoplazja nerwu wzrokowego wyprzedziła retinopatię wcześniaków jako główną przyczynę ślepoty u niemowląt w Szwecji, z 6,3 przypadkami wykrycia ONH na 100 000 urodzeń. Badanie przeprowadzone w 2006 w Anglii wykazało występowanie na poziomie 10,9 przypadku na 100 000 osób.

## Prenatalne czynniki ryzyka

### Czynniki genetyczne
Żaden pojedynczy specyficzny gen, warunkujący występowanie hipoplazji nerwu wzrokowego, nie został dotąd wykryty. ONH dotyka wszystkich grup etnicznych, aczkolwiek w Stanach Zjednoczonych występowanie jest rzadsze u osób pochodzenia azjatyckiego. Jedynie nieliczne przypadki ONH są znane z krajów azjatyckich, choć przyczyna tego stanu rzeczy pozostaje nieznana.

### Czynniki związane z przebiegiem i historią ciąży
Choć wiele perinatalnych i prenatalnych czynników ryzyka zostało zaproponowanych dla ONH, najistotniejszymi z nich wydają się być młody wiek matki oraz pierworodność (dziecko dotknięte przypadłością jest pierwszym urodzonym). Przedwczesny poród, krwawienie z pochwy podczas ciąży, niewielkie przybieranie matki na wadze lub utrata wagi w czasie ciąży są również wiązane z ONH.

## Symptomy
Hipoplazja nerwu wzrokowego może występować samodzielnie lub wraz z licznymi zaburzeniami w funkcjonowaniu centralnego układu nerwowego. Blisko 80% osób dotkniętych ONH doświadcza zaburzeń w funkcjonowaniu podwzgórza i/lub rozwoju mózgu.

### Wzrok
ONH może być jednostronna (tylko w jednym oku) lub obustronna, aczkolwiek u 80% chorych oba oczy są dotknięte schorzeniem. Przypadki jednostronne są częściej diagnozowane w późniejszym wieku, ponieważ pacjenci cierpiący na tę formę ONH charakteryzują się lepszym wzrokiem. Ostrość wzroku może się wahać od zupełnego braku wrażliwości na światło do niemal normalnego widzenia.
U dzieci ONH diagnozuje się najczęściej po występowaniu oczopląsu (który rozwija się pomiędzy pierwszym a trzecim miesiącem życia) i/lub zeza (który da się zaobserwować w czasie pierwszego roku życia).
Większość dzieci dotkniętych ONH doświadcza poprawy wzroku w czasie pierwszych kilku lat życia, aczkolwiek przyczyna tego polepszenia nie jest znana. Brak znanych przypadków pogarszającego się widzenia wynikającego z ONH.

### Zaburzenia wykrywalne neuroradiograficznie
Szacuje się, że 39-90% dzieci z ONH cierpi dodatkowo na malformacje mózgu. Do zaburzeń, które można z łatwością wykryć neuroradiograficznie należą agenezja, (brak) lub hipoplazja ciała migdałowatego, brak lub niecałkowite wykształcenie przegrody przezroczystej, malformacje przysadki, schizencefalia, heterotopia korowa, hipoplazja istoty białej, pachygyria i holoprozencefalia. Hipoplazja ciała migdałowatego, często stowarzyszona z innymi poważnymi malformacjami, jest znacząco skorelowana z poważnymi opóźnieniami w rozwoju.
ONH często jest synonimizowane z dysplazją przegrodowo-oczną (w której nie wykształca się przegroda przezroczysta), aczkolwiek brak przegrody przezroczystej nie koreluje z wszystkimi symptomami związanymi z ONH.

### Dysfunkcja podwzgórza
Dysfunkcja podwzgórza skutkuje utratą kontroli nad funkcjonowaniem przysadki mózgowej. Niedoczynność przysadki występuje u 75% do 80% pacjentów z ONH. Przedni płat przysadki odpowiada za wzrost, tempo metabolizmu i rozwój płciowy. Najczęstsze endokrynopatie przysadkowe to niedobór hormonu wzrostu (70%), niedoczynność tarczycy (43%), niedoczynność kory nadnerczy (27%) i moczówka prosta (5%).
Niedobór hormonu wzrostu (somatotropiny) przejawia się często niską posturą, choć zdarzają się przypadki, gdy ten objaw nie występuje. Inne objawy niedoboru somatotropiny to okresowa hipoglikemia, żółtaczka, mikropenis i opóźnione ząbkowanie. Testowanie aktywności hormonu wzrostu może się odbywać poprzez badanie krwi (IGF-1 i IGFBP-3), stymulowanie egzogennym hormonem wzrostu lub radiologiczne pomiary wieku kostnego w kościach dłoni i nadgarstka (lub całego ciała w przypadku dzieci poniżej 2 roku życia).
Źle funkcjonująca przysadka mózgowa może również powodować niedobory hormonów tarczycy, prowadząc do niedoczynności tarczycy. Hormony tarczycy są niezbędne do prawidłowego wzrostu i rozwoju mózgu, szczególnie podczas pierwszych tygodni i miesięcy życia. Dzieci z nieleczoną niedoczynnością tarczycy są narażone na upośledzenie umysłowe, dlatego też wczesne wykrycie niedoczynności tarczycy jest niezwykle istotne. Niedoczynność tarczycy można wykryć poprzez niski lub normalny poziom tyreotropiny (TSH) przy niskim poziomie wolnej tyroksyny (T4). Poziom wolnej tyroksyny powinien być sprawdzany corocznie przez co najmniej cztery lata od urodzenia.
Kortyzol jest wydzielany w sytuacji stresu. Około jednej czwartej pacjentów z ONH cierpi również na niewydolność nadnerczy, przez co nie produkują oni wystarczającej ilości kortyzolu, zarówno na co dzień jak i w sytuacjach stresowych.
Zaburzenia w funkcjonowaniu hormonów płciowych prowadzą do opóźnienia dojrzewania płciowego lub do przedwczesnego pokwitania. Poziom hormonów płciowych powinien być sprawdzany od urodzenia do 6 miesiąca życia.
Hiperprolaktynemia (nadmiar prolaktyny) często współwystępuje z ONH i jest efektem dysfunkcji podwzgórza lub braku połączenia pomiędzy podwzgórzem a przysadką mózgową. Hiperprolaktynemia często koreluje z rozojem otyłości u dzieci z ONH.
Tylny płat przysadki mózgowej produkuje hormon antydiuretyczny (wazopresyna, ADH), który kontroluje ubytek wody z organizmu poprzez produkcję moczu. Niedobór wazopresyny, znany również jako moczówka prosta, skutkuje odwodnieniem i wysokim poziomem sodu w organizmie. By wykryć moczówkę prostą przeprowadza się badania moczu i krwi. Moczówkę prostą leczy się z użyciem desmopresyny.
Oksytocyna jest również produkowana w tylnym płacie przysadki. Choć jest najbardziej znana ze swojej roli podczas porodu i laktacji, oksytocyna odgrywa również istotną rolę w wytwarzaniu więzi międzyludzkich i obniżaniu lęku.
Dysfunkcje podwzgórza mogą również skutkować problemami z odżywianiem, spaniem i regulacją temperatury ciała. Zaburzenie odżywiania u dzieci z ONH często manifestują się przez hiperfagię (objadanie), która skutkuje otyłością, lub hipofagie (niedojadanie), której efektem może być spadek masy ciała. Dzieci te często wykazują również awersje do jedzenia o określonej konsystencji. Zaburzenia rytmu dobowego skutkujące w nietypowych cyklach snu i czuwania są notowane u jednej trzeciej dzieci z ONH. Zaburzenia te mogą skutkować problemami wychowawczymi i zakłóceniem życia rodzinnego.

### Rozwój
Ponad 70% dzieci z ONH doświadcza w jakimś stopniu opóźnienia rozwoju psychosomatycznego, począwszy od opóźnień w rozwoju poszczególnych obszarów, a skończywszy na ogólnym opóźnieniu rozwoju. Opóźnienie w rozwoju motorycznym jest najczęstsze (75%) a opóźnienie w zdolnościach komunikacyjnych najrzadsze (44%). Do czynników, które znacząco zwiększają prawdopodobieństwo wystąpienia opóźnień rozwojowych należy zaliczyć hipoplazję lub agenezję ciała migdałowatego i niedoczynność tarczycy. Brak wykształconej przegrody przezroczystej nie koreluje z opóźnieniami rozwojowymi. Opóźnienia rozwojowe występują zarówno w przypadku jednostronnej (39%) jak i obustronnej (78%) hipoplazji nerwu wzrokowego.

## Diagnostyka
ONH jest diagnozowana przez oftalmoskopię. Pacjenci z hipoplazją nerwu wzrokowego posiadają nerw wzrokowy słabiej wykształcony niż u zdrowych pacjentów i różniący się charakterystyką od nerwu dotkniętego pomniejszeniami wywołanymi innymi przyczynami, jak np. atrofią.
Stosunek DM:DD jest najczęściej używanym pomiarem w diagnostyce hipoplazji nerwu wzrokowego, gdzie DM oznacza odległość od środka tarczy nerwu wzrokowego do środka plamki żółtej natomiast DD oznacza średnicę tarczy nerwu wzrokowego. Wartość DD otrzymuje się przez dodanie średnicy pionowej i średnicy poziomej a następnie podzielenie ich przez 2. Gdy stosunek DM do DD jest większy niż 3 istnieje podejrzenie ONH natomiast gdy stosunek ten jest większy niż 4 hipoplazja nerwu wzrokowego jest pewna.

## Leczenie
Brak bezpośredniego leku na ONH, aczkolwiek stosuje się różnorodne terapie mające na celu łagodzenie współwystępujących z nią symptomów. Stosuje się m.in. hormonalną terapię zastępczą, terapię zajęciową, fizjoterapię oraz standardowe metody uczenia i aktywacji społecznej osób niewidomych. Szczególnie istotne jest zapobieganie zaburzeniom na wczesnych etapach rozwoju związanych z mówieniem oraz zaburzeniom odżywiania.
Zaburzenia snu mogą być leczone podawaniem wieczorem melatoniny w celu uregulowania rytmu dobowego pacjenta.
W celu leczenia zeza stosuje się przesłanianie lepiej funkcjonującego oka, dzięki czemu wada w oku gorzej widzącym może ulec poprawie, aczkolwiek metodę tę stosuje się jedynie w przypadkach gdy potencjał do widzenia jest dobry w obu oczach. Operacja mająca na celu wyrównanie osi widzenia stosuje się zazwyczaj u dzieci starszych niż trzy lata, gdy widzenie w obu oczach jest już w pełni wykształcone. Operacje te poprawiają przeważnie jedynie wygląd nie wpływając na poprawę widzenia.

## Rokowania
Widzenie u osób cierpiących na ONH może być pogorszone w bardzo różnym stopniu. Zdarza się, że hipoplazja nerwu wzrokowego może powodować jedynie delikatne upośledzenie widzenia, jednak w innych przypadkach jedno lub oba oczy mogą być całkowicie ślepe. Choć większość pacjentów z ONH prowadzi normalne życie, u osób z zaburzeniami endokrynowymi lub malformacjami mózgowymi może być ono utrudnione przez upośledzenia intelektualne i rozwojowe.